# Cal Cabòries
Cal Cabòries és una obra de Vinaixa (Garrigues) inclosa a l'Inventari del Patrimoni Arquitectònic de Catalunya.

## Descripció
Casa de dos pisos amb balcons de ferro forjat al primer i segon pis. La part baixa fins a una alçada de mig cos és de carreus de pedra sense desbastar deixats a la vista, la resta, està arrebossada. L'entrada és una porta d'arc escarser. Les obertures són allindades, rectangulars i disposades de forma regular. Les de l'últim pis tenen ampits motllurats de pedra. Trobem una motllura que separa la planta baixa del primer pis i una altra que remata l'edifici. Destaca sobretot el balcó del primer pis que està sobre l'entrada, datat vers 1864. L'obertura està flanquejada per dues falses pilastres acanalades amb capitells compostos rematat per un entaulament amb una sanefa geomètrica de gust neoclàssic.

## Història
Els primers propietaris de la casa foren la família Tarrós. La part baixa havia estat un antic molí d'oli fins que l'any 1919 passà a ser la cooperativa que just aleshores s'estava creant. Durant uns anys també se sap que fou magatzem de vi i, abans dels 50 del segle xx, el primer pis havia estat caserna de la guàrdia civil que aleshores l'abandonà, ja que no era sòl públic. Aleshores canvià de propietari.